# Eutreta
Eutreta es un género de moscas de la familia Tephritidae, llamadas moscas de las frutas.
Miden de 5 a 8 mm. Hay 35 especies, de las cuales, 23 se encuentran en el Neártico. Hay una en Australia. Se encuentran en dunas costeras y zonas boscosas. Forman agallas en plantas de la familia Asteracea.

## Sistemática
Eutreta tiene tres subgéneros: Eutreta, Metatephritis y Setosigena.
Estas 36 especies pertenecen al género Eutreta:
- Eutreta aczeli Lima, 1954 i c g
- Eutreta angusta Banks, 1926 i c g b
- Eutreta apicalis (Coquillett, 1904) i c g
- Eutreta apicata Hering, 1935 i c g
- Eutreta brasiliensis Stoltzfus, 1977 i c g
- Eutreta caliptera (Say, 1830) i c g b
- Eutreta christophe (Bates, 1933) i c g
- Eutreta coalita Blanc, 1979 i c g
- Eutreta decora Stoltzfus, 1977 i c g
- Eutreta diana (Osten Sacken, 1877) i c g b
- Eutreta distincta (Schiner, 1868) i c g
- Eutreta divisa Stoltzfus, 1977 i c g
- Eutreta eluta Stoltzfus, 1977 i c g
- Eutreta fenestra Stoltzfus, 1977 i c g
- Eutreta fenestrata (Foote, 1960) i c g b
- Eutreta frontalis Curran, 1932 i c g
- Eutreta frosti Hering, 1938 i c g
- Eutreta hespera Banks, 1926 i c g
- Eutreta intermedia Stoltzfus, 1977 i c g
- Eutreta jamaicensis Stoltzfus, 1977 i c g
- Eutreta latipennis (Macquart, 1843) i c g
- Eutreta longicornis Snow, 1894 i c g
- Eutreta margaritata Hendel, 1914 i c g
- Eutreta mexicana Stoltzfus, 1977 i c g
- Eutreta novaeboracensis (Fitch, 1855) i c g
- Eutreta noveboracensis b
- Eutreta obliqua Stoltzfus, 1977 i c g
- Eutreta oregona Curran, 1932 i c g
- Eutreta parasparsa Blanchard, 1965 i c g
- Eutreta patagiata Wulp, 1899 i c g
- Eutreta pollinosa Curran, 1932 i c g
- Eutreta rhinophora Hering, 1937 i c g
- Eutreta rotundipennis (Loew, 1862) i c g b
- Eutreta simplex Thomas, 1914 i c g
- Eutreta sparsa (Wiedemann, 1830) i c g
- Eutreta xanthochaeta Aldrich, 1923 i c g

Fuentes: i = ITIS, c = Catalogue of Life, g = GBIF, b = Bugguide.net